# Apeadeiro de Fazenda
O Apeadeiro de Fazenda é uma gare ferroviária desactivada da Linha do Leste, que servia a zona de Fazenda, no Distrito de Portalegre, em Portugal.

## História
Esta interface situa-se no troço entre Abrantes e Crato da Linha do Leste, que foi aberto pela Companhia Real dos Caminhos de Ferro Portugueses no dia 6 de Março de 1866.
Por volta das 22 horas do dia 1 de Dezembro de 2000, um automóvel foi colhido por um comboio numa passagem de nível junto ao Apeadeiro de Fazenda, resultando na morte do condutor, único ocupante do veículo. Esta passagem de nível estava sinalizada, mas não tinha um mecanismo automático de cancelas.